# Marguerite Roberts
Marguerite Roberts (* 21. September 1905 in Greeley, Colorado; † 17. Februar 1989 in Santa Barbara, Kalifornien) war eine US-amerikanische Drehbuchautorin.

## Leben
Marguerite Roberts begann ihre Karriere als Sekretärin bei der Fox Film Corporation, aus der später die 20th Century Fox hervorging. Dort reichte sie 1931 ihr erstes Manuskript ein. Bereits 1939 hatte sie bei Metro-Goldwyn-Mayer eine Festanstellung als Drehbuchautorin mit einem wöchentlichen Gehalt von 2.500 US-Dollar.
Roberts Protagonisten sind meist raubeinige Männer. Sie selbst erklärte ihre Vorliebe für den Western mit ihrer Herkunft. Sie habe die Geschichten über die Cowboys und ihr Leben mit der Muttermilch bekommen. Ihr Großvater sei mit dem Planwagen in den Westen gezogen und bis Colorado gekommen. Dort wäre er „in den wildesten Tagen der Staaten“ Sheriff gewesen.
Marguerite Roberts war von 1938 bis zu ihrem Tod mit dem Schriftsteller John Sanford verheiratet, der wie sie Mitglied der Kommunistischen Partei der USA war. In der McCarthy-Ära geriet Roberts 1951 auf die schwarze Liste des Komitees für unamerikanische Umtriebe, da sie sich weigerte, in ihrer Aussage Namen kommunistischer Aktivisten zu nennen. Sie erhielt Berufsverbot und bis 1962 keine Drehbuchaufträge mehr.

## Filmografie
- 1933: Jimmy and Sally
- 1933: Seemannsglück (Sailor’s Luck)
- 1934: Peck’s Bad Boy
- 1935: College Scandal
- 1935: Men Without Names
- 1936: Florida Special
- 1936: Forgotten Faces
- 1936: Hollywood Boulevard
- 1936: Rose Bowl
- 1937: Turn Off the Moon
- 1937: Wild Money
- 1938: Meet the Girls
- 1940: Escape
- 1941: Ein toller Bursche (Honky Tonk)
- 1941: Mädchen im Rampenlicht (Ziegfeld Girl)
- 1942: Somewhere I’ll Find You
- 1944: Drachensaat (Dragon Seed)
- 1946: Undercurrent
- 1947: Desire Me
- 1947: Endlos ist die Prärie (The Sea of Grass)
- 1947: If Winter Comes
- 1949: Geheimaktion Carlotta (The Bribe)
- 1950: Die Letzten von Fort Gamble (Ambush)
- 1951: Drei auf Abenteuer (Soldiers Three)
- 1952: Ivanhoe – Der schwarze Ritter
- 1962: Der König von Hawaii (Diamond Head)
- 1962: Die Nächte mit Nancy (The Main Attraction)
- 1963: Bring sie lebend heim (Rampage)
- 1965: Heißer Strand Acapulco (Love Has Many Faces)
- 1968: Todfeinde (5 Card Stud)
- 1969: Der Marshal (True Grit)
- 1970: Norwood
- 1971: Red Sky at Morning
- 1971: Shoot Out – Abrechnung in Gun Hill (Shoot Out)